# Salzach
De Salzach is met een lengte van 225 kilometer de langste zijrivier van de Inn. Zij ontspringt in de Kitzbüheler Alpen bij Salzachgeier in de omgeving van Krimml en mondt bij Haiming uit in de Inn.
Over 59 km vormt de rivier de grens tussen Duitsland en Oostenrijk.
De Salzach ontleent haar naam, net als Salzburg, aan de zouthandel, die tot in de 19e eeuw via de rivier werd bedreven.

## Foto's

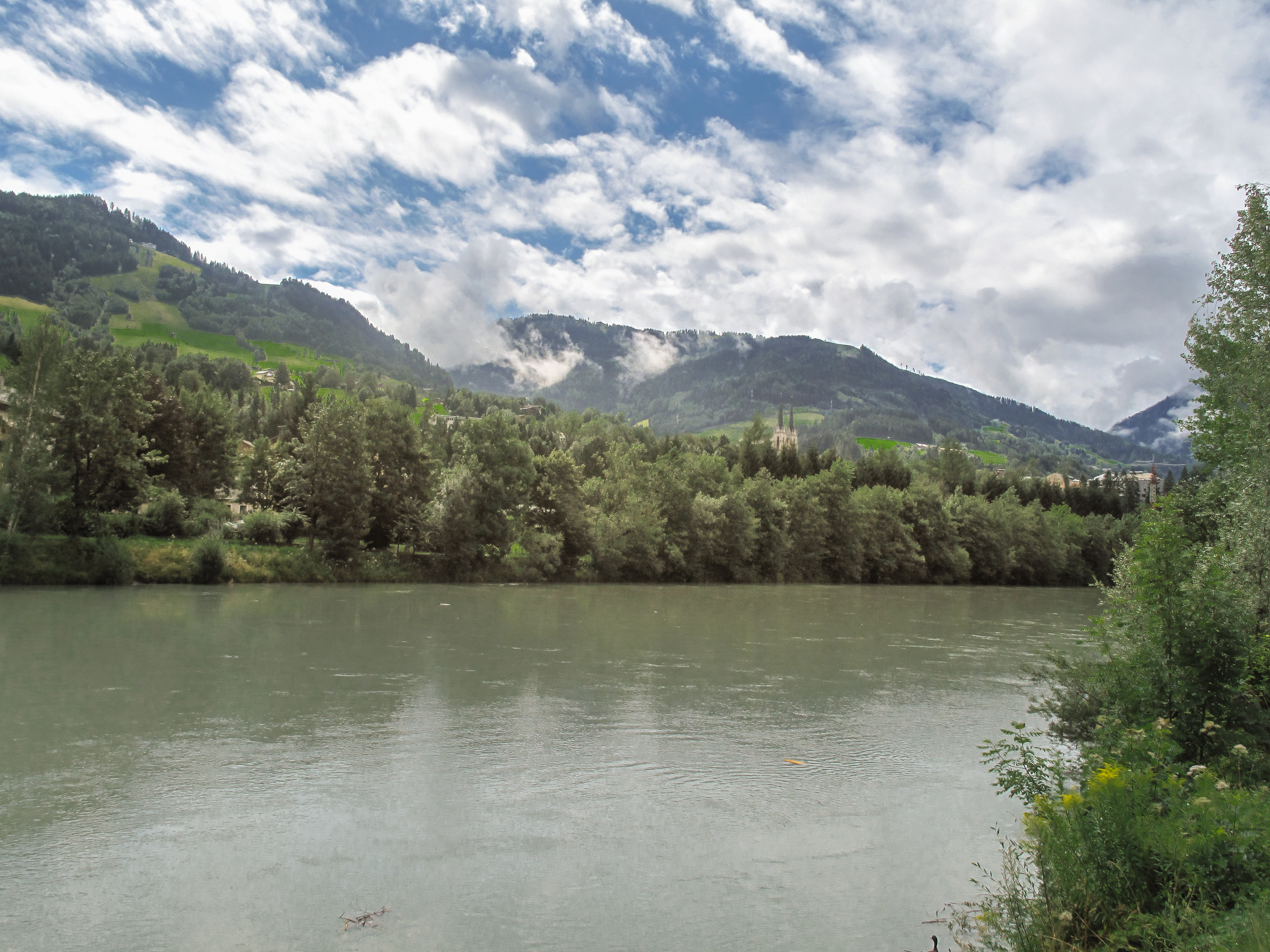
de Salzach bij Sankt Johann im Pongau
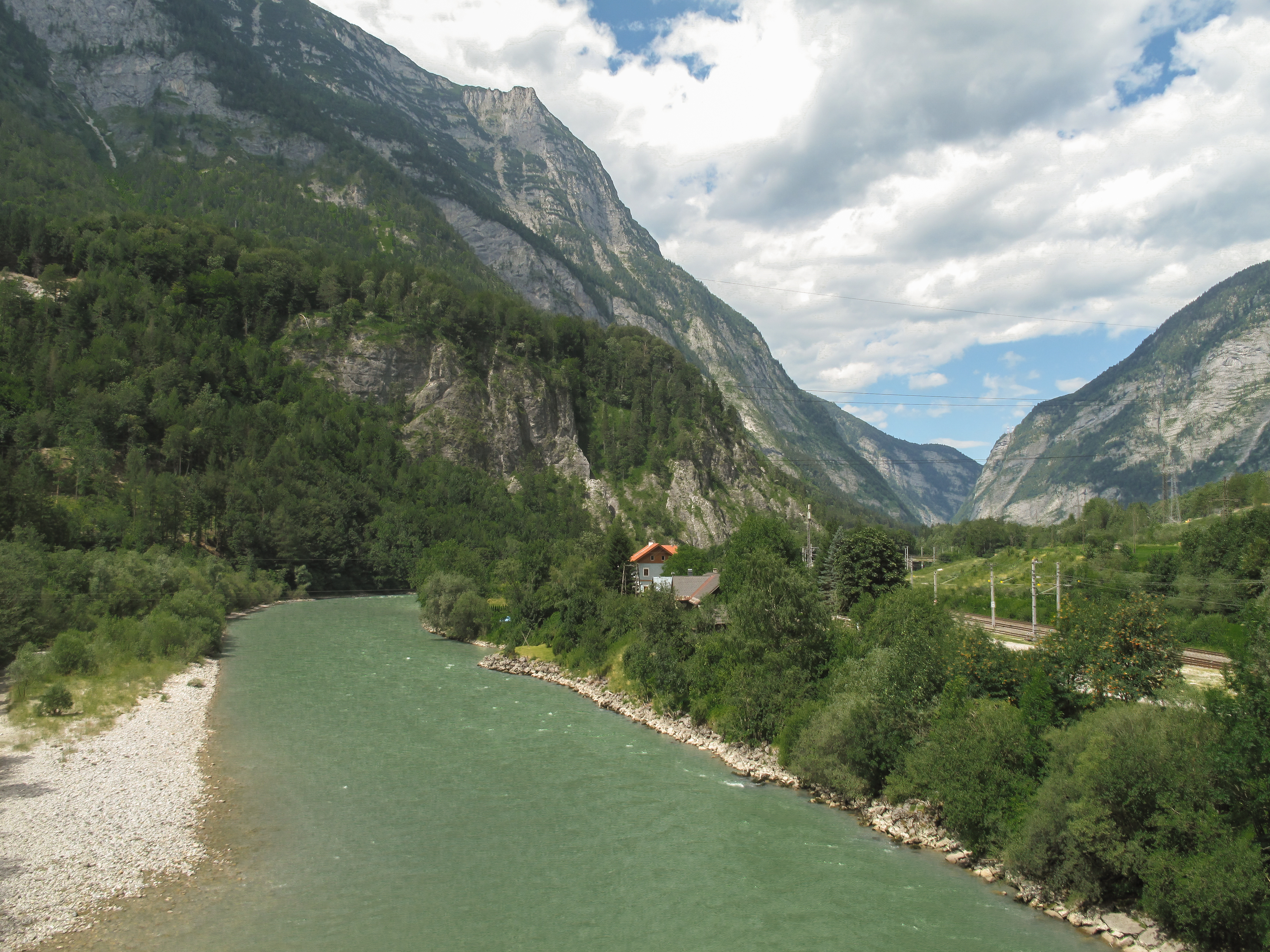
de Salzach tussen Tenneck en Pass Lueg
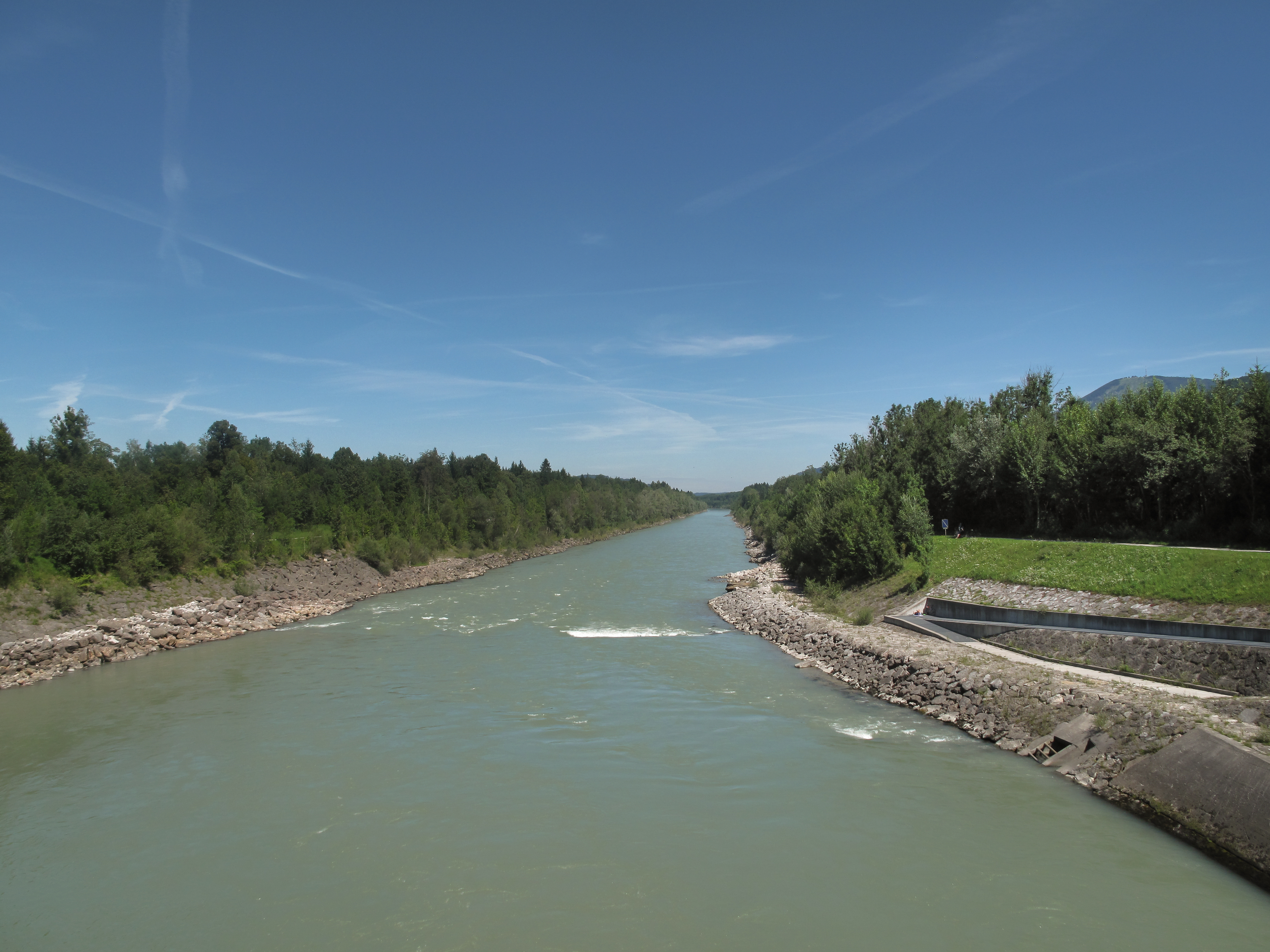
de Salzach tussen Hallein en Salzburg
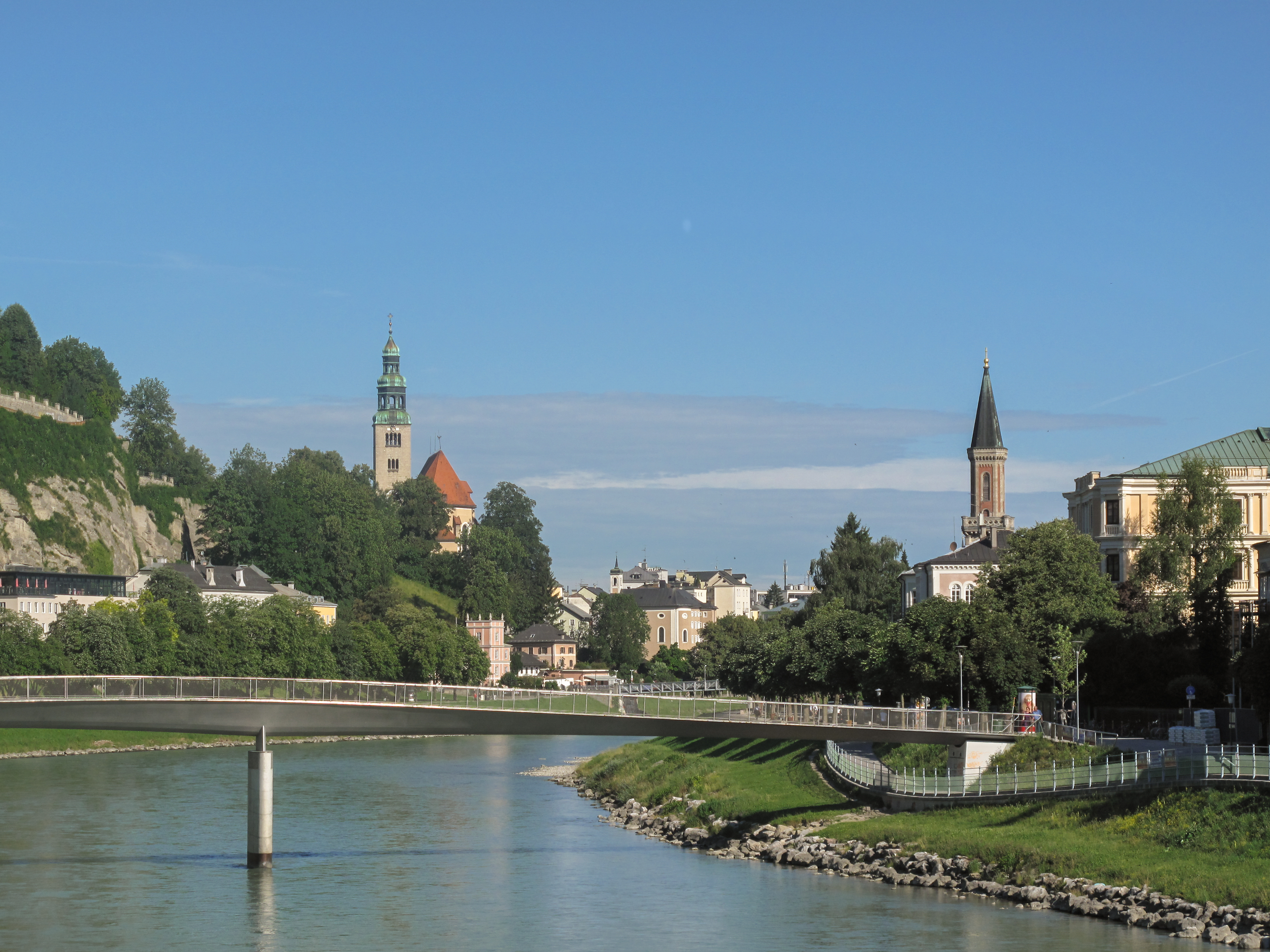
de Salzach in Salzburg

- Gemeinsame Normdatei: 4051414-6
- Library of Congress Control Number: sh89006037
- Nationale Bibliotheek van Tsjechië: ge206807
- Nationale Bibliotheek van Israël: 987007536954105171
- Virtual International Authority File: 243432356